# Galeede
Galeede (em hebraico: גלעד; gal, "um monte de pedras") é um nome cujo significado é "marco" ou "monte de testemunho", correspondente a Jegar-Saaduta em aramaico (Gênesis 31:47). 
É aplicado ao marco levantado por Jacó e Labão, junto ao qual selaram uma aliança com uma refeição comum, em memória do que eles recorreram ao marco do silêncio para preservar. O antigo costume de associar eventos com objetos inanimados como testemunhas é muitas vezes ilustrada na história dos hebreus (Josué 4:4). Pode haver, nessa narrativa, uma sugestão de como o nome "Gileade" veio a ser aplicado a esse país.